# Fatima bint Harun al-Raschid
Fatima bint Harun al-Raschid (geb. vor 787, gest. im 8. oder 9. Jahrhundert) war eine Prinzessin der Abbasiden-Dynastie und Tochter des fünften Abbasiden-Kalifen Harun al-Raschid (766–809, reg. 786–809).

## Leben
Fatimas Vater war der fünfte Abbasiden-Kalif Harun al-Raschid (766–809, reg. 786–809), ihre Mutter Ghaḍīḍ eine Sklavenkonkubine ihres Vaters; sie hatte eine Vollschwester namens Hamduna.
Gemäß eines Abkommens, dass ihr Vater mit seinem Bruder Musa al-Hadi getroffen hatte, der 785 zum Kalifen ernannt worden, jedoch 786 bereits verstorben war, wurden sie und ihre Schwester Fatima mit ihren Cousins Ismail und Dschafar, zwei von al-Hadis Söhnen, verheiratet. Fatima heiratete Ismail.

## Erwähnung in der klassisch-arabischen Literatur
Fatima bint Harun al-Raschid wird in der klassisch-arabischen Literatur unter anderem in den Geschichtswerken von al-Tabari (839–923) und al-Mas'udi (895–956) erwähnt.